# Nihuanjärvi
Nihuanjärvi är en sjö i kommunen Orivesi i landskapet Birkaland i Finland. Sjön ligger 84,6 meter över havet. Arean är 96 hektar och strandlinjen är 11,4 kilometer lång. Sjön  ingår i Kumo älvs huvudavrinningsområde.   Den ligger omkring 38 km nordöst om Tammerfors och omkring 170 km norr om Helsingfors. 
I sjön finns ön Ahvenkari. 